# 大黑山 (吉林省)
43°32′31″N 125°06′44″E / 43.54194°N 125.11222°E
大黑山位于中国吉林省中部，因山巅呈黑色，故名。

## 位置
北起黑龙江省五常盆地，过牛虻河于与大青山相接；南止于辽宁省昌图县东北的天桥山附近。呈东北西南走向。纵贯吉林省，是吉林省东部山地最西的一列山脉。长约320公里，宽10至15公里。平均海拔300～500米，相对高度100～300米，以丘陵为主。同名主峰位于吉林省伊通满族自治县西北部，海拔583米。东辽河、伊通河、饮马河、第二松花江和拉林河等自东南向西北切穿大黑山脉。建有二龙山、净月潭等水库。长图铁路在吉林省九台市土门岭镇附近越隧道穿过山岭。山上有稀疏的次生杂木林，存在不同程度的水土流失。

## 地质
东侧为伊舒地堑，西侧为松辽平原山前台地平原。西侧有四平—长春断裂带，东侧有依兰—伊通断裂带。
山体为地垒式断块山地，主要由下古生界变质岩和华力西期、燕山期花岗岩构成；间有中生代火山岩，并常构成突兀的山峰。在新构造运动中一直有小幅度的间歇性上升，顶部保存有第三纪夷平面。海拔多在300～500米，相对高度100～300米，属丘陵、低山，以丘陵为主，松花江以北尤为低缓。